# Minnesota Lake
Minnesota Lake és una població dels Estats Units a l'estat de Minnesota. Segons el cens del 2000 tenia 681habitants.

## Demografia
Segons el cens del 2000, Minnesota Lake tenia 681 habitants, 297 habitatges i 196 famílies. La densitat de població era de 166,4 habitants per km².
Dels 297 habitatges en un 29,3% hi vivien nens de menys de 18 anys, en un 58,6% hi vivien parelles casades, en un 3,7% dones solteres i en un 33,7% no eren unitats familiars. En el 31% dels habitatges hi vivien persones soles el 20,2% de les quals corresponia a persones de 65 anys o més que vivien soles. El nombre mitjà de persones vivint en cada habitatge era de 2,29 i el nombre mitjà de persones que vivien en cada família era de 2,86.
Per edats, la població es repartia de la següent manera: un 24,2% tenia menys de 18 anys, un 7,6% entre 18 i 24, un 26,9% entre 25 i 44, un 21,6% de 45 a 60 i un 19,7% 65 anys o més.
L'edat mitjana era de 40 anys. Per cada 100 dones de 18 o més anys hi havia 100,8 homes.
La renda mitjana per habitatge era de 34.896 $ i la renda mitjana per família de 44.091 $. Els homes tenien una renda mediana de 32.105 $ mentre que les dones 19.844 $. La renda per capita de la població era de 18.609 $. Entorn del 2% de les famílies i el 4,3% de la població estaven per davall del llindar de pobresa.

## Poblacions més properes
El següent diagrama mostra les poblacions més properes.